# Basile d'Ancyre
Pour les articles homonymes, voir Basile et Ancyre (homonymie).
Basile d'Ancyre († 362), l'un des saint Basile, est un théologien grec et évêque d'Ancyre de 336 à 362. Il est fêté en tant que saint chrétien le 22 mars selon le Martyrologe romain, aussi bien pour l'Église catholique que pour l'Église orthodoxe.  

## Histoire et tradition
Originaire de Galatie en Anatolie, Basile était à l'origine médecin. Il a lutté contre le paganisme et l'arianisme, et sa vie fut marquée par de sérieuses disputes théologiques centrées sur la nature de Jésus-Christ. 
Lorsque l'évêque Marcel d'Ancyre fut déposé en 336 par l'arien Eusèbe de Nicomédie, Basile fut nommé à sa place. Innocenté par le pape Jules Ier en 340, Marcel fut rétabli dans ses fonctions en 348. De nouveau déposé, Basile lui succéda une seconde fois en 353. 
Il mène les évêques homéousiens lors du concile de Séleucie en 359, qui se prononce en faveur du symbole de Nicée, à l'encontre des vœux de l'empereur Constance II qui souhaite faire adopter un nouveau credo compatible avec l'arianisme. Il est déposé peu de temps après lors du concile de Constantinople. 
Selon Jérôme de Stridon dans De Viris Illustribus, il a écrit un ouvrage intitulé Contre Marcel. 
Basile a été arrêté pendant la persécution des chrétiens par Julien. Courageusement, il se rendit auprès de l'empereur qui était en visite à Ancyre. Il professa ouvertement sa foi et prêcha contre les traditions cultuelles  romaines. En réfutant ouvertement un sacrifice en cours par une prière, il fut immédiatement arrêté puis torturé - on lui arrache des lambeaux de peau du dos - et exécuté selon l'historien ecclésiastique Sozomène vers la fin juin 362 par un passage aux fers chauds. 
Celui-ci décrit ainsi son martyre : « coupable d'avoir tout haut prié Dieu de préserver les chrétiens de l'apostasie. Déféré pour ce fait au gouverneur de la province, et ayant, pendant le procès souffert de nombreux tourments, il consomma intrépidement son martyre ».

## Écrits
Basilius Ancyranus dans les Clavis Patrum Græcorum :
- Epistula synodica - CPG-2825
- Basilii ac Georgii Laodiceni et sociorum professio - CPG-2826
- De uirginitate - CPG-2827[6]
- Epistula ad Macedonium, Basilium, Cecropium, Eugenium aduersus Eudoxium - CPG-3557